# 飯倉洋一
飯倉 洋一（いいくら よういち、1956年9月1日 - ）は、日本の国文学者。大阪大学名誉教授・同招へい教授。博士（文学）（九州大学）。専門は日本近世文学、特に上田秋成の思想等の研究。

## 略歴
1956年大分県生まれ。長崎県立長崎西高等学校を経て、1980年九州大学文学部文学科国語学国文学専攻卒業。1985年、同大学院文学研究科博士課程退学、九州大学文学部助手。1987年山口大学教養部講師、1990年同助教授、1996年同大学人文学部助教授。1998年「上田秋成の思想と表現」で同大学博士（文学）。
2001年大阪大学文学研究科助教授、2004年同教授。2022年、停年退職、名誉教授、招聘教授。

## 著書
- 『秋成考』翰林書房 2005
- 『上田秋成 絆としての文芸』大阪大学出版会 阪大リーブル 2012

### 校訂・共編
- 『叢書江戸文庫 佚斎樗山集』校訂（ 国書刊行会、1988年）
- 『秋成文学の生成』（木越治共編 森話社、2008年）
- 四元弥寿『なにわ古書肆鹿田松雲堂五代のあゆみ』（柏木隆雄・山本和明・山本はるみ・四元大計視共編、和泉書院、上方文庫、2012年）

## 論文
- <飯倉洋一